# Believe (chanson de Dima Bilan)
Pour les articles homonymes, voir Believe.
Chansons représentant la Russie au Concours Eurovision de la chanson
Song #1
(2007) Mamo
(2009)
Chansons ayant remporté le Concours Eurovision de la chanson
 Molitva
(2007)  Fairytale
(2009)
Believe ("Crois") est la chanson gagnante du Concours Eurovision de la chanson 2008, interprétée par le chanteur russe Dima Bilan. 
Elle est intégralement interprétée en anglais, et non pas en russe, comme le permet la règle depuis 1999.